# 3765 Texereau
3765 Texereau eller 1982 SU1 är en asteroid i huvudbältet som upptäcktes den 16 september 1982 av den japanske astronomen Kōichirō Tomita vid CERGA-observatoriet i Frankrike. Den har fått sitt namn efter Jean Texereau.
Asteroiden har en diameter på ungefär 7 kilometer och den tillhör asteroidgruppen Koronis.